# Pycnandra acuminata
Pycnandra acuminata es una especie de planta de la familia Sapotaceae. Es un árbol endémico de las selvas tropicales de Nueva Caledonia.

## Descripción, ecología y usos

Detalle de un corte en la corteza de un árbol de Pycnandra acuminata, donde se puede apreciar su látex.

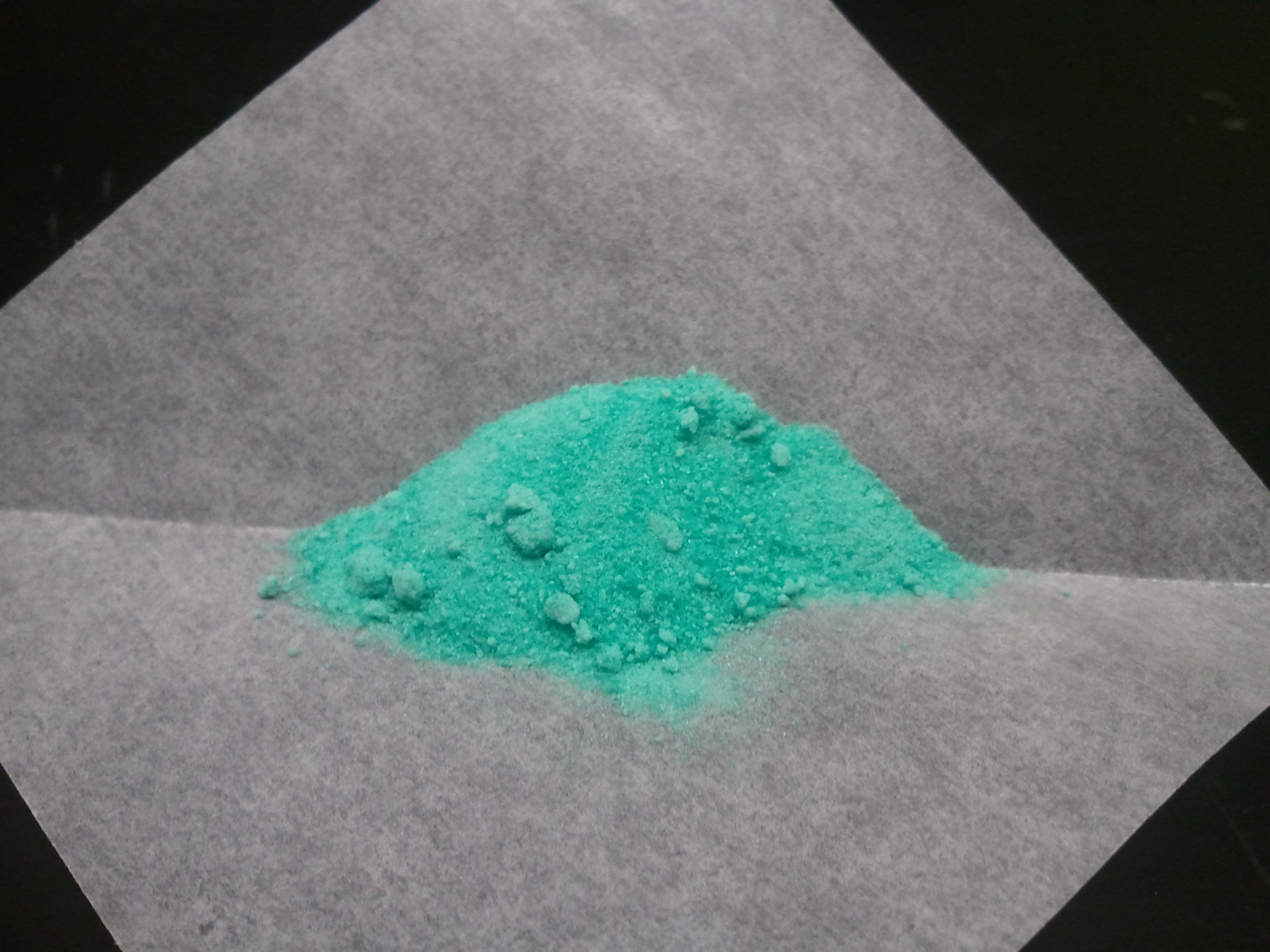
Muestra seca de sales de níquel.

Pycnandra acuminata es un árbol leñoso de lento crecimiento, puede alcanzar una altura de 15 a 20 metros y está adaptado a los suelos ultramáficos ricos en níquel de ciertas regiones de Nueva Caledonia. Es uno de los hiperacumuladores de metales más prolíficos que se conocen, absorbiendo activamente níquel del suelo y llevándolo a una concentración de hasta un 25% (unas 250.000 veces más de lo que absorben otras especies) en forma de citrato de níquel como peso seco en su savia, que es un látex de aspecto lechoso y color verde azulado, debido a esto, su nombre vernáculo en francés es sève bleue, literalmente "savia azul".
El motivo de esta adaptación no está del todo claro, pero los metales pesados en el suelo suelen ser tóxicos para las plantas en grandes concentraciones, se cree que al volverlos parte de compuestos en sales orgánicas menos tóxicas y concentrarlas en ciertas partes, la planta evita su propia intoxicación en tejidos sensibles a altos niveles de iones metálicos, a la vez que puede disuadir a los herbívoros de consumirla debido a la toxicidad adquirida. Otras hipótesis incluyen una mayor resistencia a las sequías, adaptación a un medio saturado de forma similar a Salicornia europaea, una especie halófila que prolifera en las marismas al absorber grandes cantidades de sal común, incluso se ha propuesto que esta especie aprovecha el níquel de sus hojas caídas como un herbicida alelopático, dificultando el crecimiento de otras especies menos capaces de soportar altas concentraciones de este elemento, favoreciendo así su desarrollo al reducir la competencia.
Las plantas de este tipo son de gran interés debido a su uso potencial en la fitorremediación de minas abandonadas contaminadas, o incluso como un medio de fitomejoramiento no destructivo de suelos ricos en metales pesados, lo que permite que estos se recolecten e incluso aprovechen de una manera ambientalmente sostenible. La inusual afinidad del árbol por el níquel salió a la luz por primera vez en la década de 1970, y desde entonces ha aumentado la investigación sobre otras plantas hiperacumuladoras. 
Está amenazado por la minería, los incendios forestales y la deforestación.